# Adiemus IV: The Eternal Knot
Adiemus IV: The Eternal Knot è il quarto album del compositore gallese Karl Jenkins, pubblicato nel 2001. L'album fa parte del progetto Adiemus, volto a proporre musica moderna utilizzando strumenti della musica classica.

## Tracce
1. Cú Chullain – 6:15
2. The Eternal Knot – 4:04
3. Palace of the Crystal Bridge – 3:42
4. The Wooing of Étaín – 5:25
5. King of the Sacred Grove – 6:05
6. Saint Declan's Drone – 3:58
7. Salm O 'Dewi Sant' – 4:23
8. Connla's Well – 4:19
9. The Dagda – 7:56
10. Children of Dannu – 3:32
11. Ceridwen's Curse – 4:30
12. Hermit of the Sea Rock – 1:45
13. Isle of the Mystic Lake – 3:16
14. Math Was a Wizard – 2:57

Tutte le musiche sono di Karl Jenkins

## Musicisti
- Adiemus Orchestra
- Karl Jenkins – Direttore d'orchestra
- Miriam Stockley – Voci
- Mary Carewe – Voci nel coro
- Pamela Thorby – Flauto dolce
- Caryl Ebenezer – Soprano
- Davy Spillane – Uilleann pipes
- Martin Taylor – Chitarra folk
- David Farmer – Fisarmonica
- Catrin Finch – Arpa
- Jody K Jenkins – Carnyx e percussioni

## Versioni alternative
Il tema di Salm O 'Dewi Sant' deriva da Psalm 27  di Dewi Sant di Jenkins. Il tema di The Dagda è stato preso in prestito da Lacus Pereverantiae dal precedente lavoro di Jenkins: Imagined Oceans. Il tema per Isle of the Mystic Lake è quello di Palus Nebularum, anche questo da Imagined Oceans.